# Eneco Tour 2016
12. edycja Eneco Tour odbyła się w dniach 19–25 września 2016 roku. Trasa tego siedmioetapowego wyścigu kolarskiego liczyła 998,2 km ze startem w Bolsward i metą w Geraardsbergen.

## Uczestnicy
Na starcie wyścigu stanęły 22 ekipy. Wśród nich wszystkie osiemnaście ekip UCI World Tour 2016 oraz cztery zaproszone przez organizatorów.
| Numery  | Kod | Drużyna            |
| ------- | --- | ------------------ |
| 1-8     | LTS | Lotto Soudal       |
| 11-18   | TNK | Tinkoff            |
| 21-28   | GIA | Team Giant-Alpecin |
| 31-38   | BMC | BMC Racing Team    |
| 41-48   | TLJ | Team LottoNL-Jumbo |
| 51-58   | EQS | Etixx-Quick Step   |
| 61-68   | TFS | Trek-Segafredo     |
| 71-78   | KAT | Team Katusha       |
| 81-88   | SKY | Team Sky           |
| 91-98   | CDT | Cannondale-Drapac  |
| 101-108 | OBE | Orica-BikeExchange |

| Numery  | Kod | Drużyna                     |
| ------- | --- | --------------------------- |
| 111-118 | DDD | Team Dimension Data         |
| 121-128 | LAM | Lampre-Merida               |
| 131-138 | AST | Pro Team Astana             |
| 141-148 | IAM | IAM Cycling                 |
| 151-158 | FDJ | FDJ                         |
| 161-168 | MOV | Movistar Team               |
| 171-178 | ALM | Ag2r-La Mondiale            |
| 181-188 | COF | Cofidis                     |
| 191-198 | TSV | Topsport Vlaanderen-Baloise |
| 201-208 | ROO | Roompot-Oranje Peloton      |
| 211-218 | WGG | Wanty-Groupe Gobert         |

## Przebieg trasy
| Etap | Data        | Trasa                           | Dystans  | Typ | Typ                        | Zwycięzca            | Lider             |
| ---- | ----------- | ------------------------------- | -------- | --- | -------------------------- | -------------------- | ----------------- |
| 1    | 19 września | Bolsward > Bolsward             | 184,7 km |     | płaski                     | Dylan Groenewegen    | Dylan Groenewegen |
| 2    | 20 września | Breda > Breda                   | 9,6 km   |     | jazda indywidualna na czas | Rohan Dennis         | Rohan Dennis      |
| 3    | 21 września | Blankenberge > Ardooie          | 186 km   |     | płaski                     | Peter Sagan          | Rohan Dennis      |
| 4    | 22 września | Aalter > Sint-Pieters-Leeuw     | 202 km   |     | płaski                     | Peter Sagan          | Peter Sagan       |
| 5    | 23 września | Sittard-Geleen > Sittard-Geleen | 20,9 km  |     | jazda drużynowa na czas    | BMC Racing Team      | Rohan Dennis      |
| 6    | 24 września | Riemst > Lanaken                | 197,2 km |     | pagórkowaty                | Luka Pibernik        | Rohan Dennis      |
| 7    | 25 września | Bornem > Geraardsbergen         | 197,8 km |     | pagórkowaty                | Edvald Boasson Hagen | Niki Terpstra     |

### Etap 1 – 19.09: Bolsward > Bolsward, 184,7 km
| #   | Zawodnik           | Zespół | Czas       |
| --- | ------------------ | ------ | ---------- |
| 1   | Dylan Groenewegen  | TLJ    | 4h 14' 00" |
| 2   | Nacer Bouhanni     | COF    | + 0"       |
| 3   | Peter Sagan        | TNK    | + 0"       |
|     |                    |        |            |
| 58  | Maciej Bodnar      | TNK    | + 0"       |
| 162 | Michał Kwiatkowski | SKY    | + 0"       |

| #   | Zawodnik           | Zespół | Czas       |
| --- | ------------------ | ------ | ---------- |
| 1   | Dylan Groenewegen  | TLJ    | 4h 13' 50" |
| 2   | Nacer Bouhanni     | COF    | + 4"       |
| 3   | Frederik Backaert  | WGG    | + 4"       |
|     |                    |        |            |
| 61  | Maciej Bodnar      | TNK    | + 10"      |
| 162 | Michał Kwiatkowski | SKY    | + 10"      |

### Etap 2 – 20.09: Breda > Breda, 9,6 km
| #   | Zawodnik           | Zespół | Czas     |
| --- | ------------------ | ------ | -------- |
| 1   | Rohan Dennis       | BMC    | 10' 48"  |
| 2   | Jos van Emden      | TLJ    | + 5"     |
| 3   | Jasha Sütterlin    | MOV    | + 14"    |
|     |                    |        |          |
| 23  | Maciej Bodnar      | TNK    | + 23"    |
| 107 | Michał Kwiatkowski | SKY    | + 1' 03" |

| #   | Zawodnik           | Zespół | Czas       |
| --- | ------------------ | ------ | ---------- |
| 1   | Rohan Dennis       | BMC    | 4h 24' 48" |
| 2   | Jos van Emden      | TLJ    | + 5"       |
| 3   | Peter Sagan        | TNK    | + 13"      |
|     |                    |        |            |
| 22  | Maciej Bodnar      | TNK    | + 23"      |
| 108 | Michał Kwiatkowski | SKY    | + 1' 03"   |

### Etap 3 – 21.09: Blankenberge > Ardooie, 186,0 km
| #   | Zawodnik           | Zespół | Czas       |
| --- | ------------------ | ------ | ---------- |
| 1   | Peter Sagan        | TNK    | 4h 10' 36" |
| 2   | Danny van Poppel   | SKY    | + 0"       |
| 3   | Nacer Bouhanni     | COF    | + 0"       |
|     |                    |        |            |
| 30  | Maciej Bodnar      | TNK    | + 0"       |
| 158 | Michał Kwiatkowski | SKY    | + 2' 07"   |

| #   | Zawodnik           | Zespół | Czas       |
| --- | ------------------ | ------ | ---------- |
| 1   | Rohan Dennis       | BMC    | 8h 35' 24" |
| 2   | Peter Sagan        | TNK    | + 3"       |
| 3   | Jos van Emden      | TLJ    | + 5"       |
|     |                    |        |            |
| 24  | Maciej Bodnar      | TNK    | + 23"      |
| 160 | Michał Kwiatkowski | SKY    | + 3' 10"   |

### Etap 4 – 22.09: Aalter > Sint-Pieters-Leeuw, 202,0 km
| #   | Zawodnik           | Zespół | Czas       |
| --- | ------------------ | ------ | ---------- |
| 1   | Peter Sagan        | TNK    | 4h 42' 12" |
| 2   | André Greipel      | LTS    | + 0"       |
| 3   | Alexander Kristoff | KAT    | + 0"       |
|     |                    |        |            |
| 82  | Maciej Bodnar      | TNK    | + 0"       |
| 137 | Michał Kwiatkowski | SKY    | + 8' 43"   |

| #   | Zawodnik           | Zespół | Czas        |
| --- | ------------------ | ------ | ----------- |
| 1   | Peter Sagan        | TNK    | 13h 17' 19" |
| 2   | Rohan Dennis       | BMC    | + 7"        |
| 3   | Jos van Emden      | TLJ    | + 12"       |
|     |                    |        |             |
| 23  | Maciej Bodnar      | TNK    | + 30"       |
| 153 | Michał Kwiatkowski | SKY    | + 12' 00"   |

### Etap 5 - 23.09: Sittard-Geleen > Sittard-Geleen, 20,9 km (TTT)
| # | Zespół             | Czas    |
| - | ------------------ | ------- |
| 1 | BMC Racing Team    | 23' 11" |
| 2 | Etixx-Quick Step   | + 6"    |
| 3 | Team LottoNL-Jumbo | + 23"   |

| #   | Zawodnik           | Zespół | Czas        |
| --- | ------------------ | ------ | ----------- |
| 1   | Rohan Dennis       | BMC    | 13h 40' 47" |
| 2   | Taylor Phinney     | BMC    | + 16"       |
| 3   | Tony Martin        | EQS    | + 24"       |
|     |                    |        |             |
| 29  | Maciej Bodnar      | TNK    | + 57"       |
| 145 | Michał Kwiatkowski | SKY    | + 12' 31"   |

### Etap 6 – 24.09: Riemst > Lanaken, 197,2 km
| #   | Zawodnik           | Zespół | Czas       |
| --- | ------------------ | ------ | ---------- |
| 1   | Luka Pibernik      | LAM    | 4h 28' 45" |
| 2   | Mark McNally       | WGG    | + 0"       |
| 3   | Bert Van Lerberghe | TSV    | + 0"       |
|     |                    |        |            |
| 52  | Maciej Bodnar      | TNK    | + 5"       |
| 153 | Michał Kwiatkowski | SKY    | + 6' 14"   |

| #   | Zawodnik           | Zespół | Czas        |
| --- | ------------------ | ------ | ----------- |
| 1   | Rohan Dennis       | BMC    | 18h 09' 37" |
| 2   | Taylor Phinney     | BMC    | + 16"       |
| 3   | Tony Martin        | EQS    | + 24"       |
|     |                    |        |             |
| 27  | Maciej Bodnar      | TNK    | + 57"       |
| 148 | Michał Kwiatkowski | SKY    | + 18' 40"   |

### Etap 7 – 25.09: Bornem > Geraardsbergen, 197,8 km
| # | Zawodnik             | Zespół | Czas       |
| - | -------------------- | ------ | ---------- |
| 1 | Edvald Boasson Hagen | DDD    | 4h 33' 36" |
| 2 | Niki Terpstra        | EQS    | + 1"       |
| 3 | Oliver Naesen        | IAM    | + 1"       |
|   |                      |        |            |
| - | Maciej Bodnar        | TNK    | DNF        |
| - | Michał Kwiatkowski   | SKY    | DNF        |

| # | Zawodnik      | Zespół | Czas        |
| - | ------------- | ------ | ----------- |
| 1 | Niki Terpstra | EQS    | 22h 43' 26" |
| 2 | Oliver Naesen | IAM    | + 31"       |
| 3 | Peter Sagan   | TNK    | + 1' 00"    |

## Liderzy klasyfikacji po etapach
| Etap                 | Zwycięzca            | Klasyfikacja generalna | Klasyfikacja punktowa | Klasyfikacja sprinterska | Klasyfikacja drużynowa |
| -------------------- | -------------------- | ---------------------- | --------------------- | ------------------------ | ---------------------- |
| 1                    | Dylan Groenewegen    | Dylan Groenewegen      | Dylan Groenewegen     | Bert Van Lerberghe       | Etixx-Quick Step       |
| 2                    | Rohan Dennis         | Rohan Dennis           | Peter Sagan           | Bert Van Lerberghe       | Team LottoNL-Jumbo     |
| 3                    | Peter Sagan          | Rohan Dennis           | Peter Sagan           | Bert Van Lerberghe       | Team LottoNL-Jumbo     |
| 4                    | Peter Sagan          | Peter Sagan            | Peter Sagan           | Bert Van Lerberghe       | Team LottoNL-Jumbo     |
| 5                    | BMC Racing Team      | Rohan Dennis           | Peter Sagan           | Bert Van Lerberghe       | BMC Racing Team        |
| 6                    | Luka Pibernik        | Rohan Dennis           | Peter Sagan           | Bert Van Lerberghe       | BMC Racing Team        |
| 7                    | Edvald Boasson Hagen | Niki Terpstra          | Peter Sagan           | Bert Van Lerberghe       | Etixx-Quick Step       |
| Klasyfikacje końcowe | Klasyfikacje końcowe | Niki Terpstra          | Peter Sagan           | Bert Van Lerberghe       | Etixx-Quick Step       |

## Klasyfikacje końcowe

### Klasyfikacja generalna
|    | Zawodnik          | Zespół             | Czas        |
| -- | ----------------- | ------------------ | ----------- |
| 1  | Niki Terpstra     | Etixx-Quick Step   | 22h 43' 26" |
| 2  | Oliver Naesen     | IAM Cycling        | + 31"       |
| 3  | Peter Sagan       | Tinkoff            | + 1' 00"    |
| 4  | Greg Van Avermaet | BMC Racing Team    | + 1' 02"    |
| 5  | Jos van Emden     | Team LottoNL-Jumbo | + 1' 03"    |
| 6  | Wilco Kelderman   | Team LottoNL-Jumbo | + 1' 11"    |
| 7  | Zdeněk Štybar     | Etixx-Quick Step   | + 1' 15"    |
| 8  | Jon Izagirre      | Movistar Team      | + 1' 19"    |
| 9  | Tom Dumoulin      | Team Giant-Alpecin | + 1' 22"    |
| 10 | Bob Jungels       | Etixx-Quick Step   | + 1' 31"    |

|   | Zawodnik             | Zespół              | Punkty |
| - | -------------------- | ------------------- | ------ |
| 1 | Peter Sagan          | Tinkoff             | 109    |
| 2 | Dylan Groenewegen    | Team LottoNL-Jumbo  | 66     |
| 3 | Edvald Boasson Hagen | Team Dimension Data | 61     |
| 4 | Giacomo Nizzolo      | Trek-Segafredo      | 56     |
| 5 | Alexander Kristoff   | Team Katusha        | 49     |

|   | Zawodnik           | Zespół                      | Punkty |
| - | ------------------ | --------------------------- | ------ |
| 1 | Bert Van Lerberghe | Topsport Vlaanderen-Baloise | 70     |
| 2 | Mark McNally       | Wanty-Groupe Gobert         | 59     |
| 3 | Brian van Goethem  | Roompot-Oranje Peloton      | 31     |
| 4 | Laurens De Vreese  | Pro Team Astana             | 22     |
| 5 | Frederik Backaert  | Wanty-Groupe Gobert         | 16     |

| \| \| Zespół \| Czas \| \| - \| ------------------ \| ----------- \| \| 1 \| Etixx-Quick Step \| 67h 26' 20" \| \| 2 \| Movistar Team \| + 1' 15" \| \| 3 \| Team LottoNL-Jumbo \| + 1' 29" \| \| 4 \| IAM Cycling \| + 2' 40" \| \| 5 \| Lotto Soudal \| + 3' 36" \| |                    |             |
| | Zespół             | Czas        |
| 1 | Etixx-Quick Step   | 67h 26' 20" |
| 2 | Movistar Team      | + 1' 15"    |
| 3 | Team LottoNL-Jumbo | + 1' 29"    |
| 4 | IAM Cycling        | + 2' 40"    |
| 5 | Lotto Soudal       | + 3' 36"    |